# Акілес Маверофф
Акілес Маверо́фф (ісп. Aquiles Maveroff; нар. 8 лютого 1909, Буенос-Айрес — пом. 17 липня 1985, Мендоса) — аргентинський вчений в галузі енології, доктор сільськогосподарських наук.

## Біографія
Народився 8 лютого 1909 року в місті Буенос-Айресі (Аргентина). Закінчив факультет агрономії та ветеринарії Національного університету в Буенос-Айресі.
Викладав на кафедрі виноробства сільськогосподарського факультету Національного університету в Лухан-де-Куйо, був начальником відділу і директором інституту вина.
Помер 17 липня 1985 року в місті Мендосі.

## Наукова діяльність
Наукові праці вченого стосуються обробки, стабілізації і складу аргентинських вин.